# Punjabitherium
Punjabitherium ist ein ausgestorbener Angehöriger der Nashörner, der vor rund 2,5 Millionen Jahren am Übergang vom Pliozän zum Pleistozän in Südasien lebte. Er ist vor allem anhand von mehreren Schädelfunden nachgewiesen. Dabei handelte es sich um einen großen Vertreter der Nashörner, der mit den heutigen Panzer- und Java-Nashorn verwandt war. Im Gegensatz zu diesen besaß es aber zwei Hörner auf dem Schädel.

## Merkmale
Punjabitherium war ein großer Vertreter der Nashörner, der weitgehend nur über Schädelfunde bekannt ist. Dieser war mit 75 bis 76 cm Länge ausgesprochen lang und besaß in der Aufsicht eine keilförmige Gestalt, wobei die Spitzen der Jochbeinbögen bis zu 40 cm auseinanderlagen. In der Seitenansicht zeigte die Stirnlinie eine deutliche Einsattelung, die vergleichbar ausgeprägt war zu jener der Gattung Rhinoceros. Das Hinterhauptsbein besaß einen stumpfen Winkel und war so deutlich eingezogen, was Punjabitherium ebenfalls mit Rhinoceros verbindet. Das Nasenbein wies eine deutlich gerundete Form auf und war massiv. Sowohl auf den Nasenbein als auch auf dem Stirnbein befanden sich aufgeraute Knochenoberflächen, die die Lage der beiden Hörner an zeigten. Somit besaß Punjabitherium zwei Hörner in Tandemlage, ein Nasalhorn auf der Nasenspitze und ein Frontalhorn auf der Stirn, was ein deutlicher Unterschied zu den einhörnigen Vertretern von Rhinoceros ist. Markant waren zudem die verwachsenen Knochenzapfen (Processus postglenoidalis und Processusam posttympanicus) am Schläfenbein unterhalb des Gehörgangs.
Der Unterkiefer ist nur teilweise bekannt, ähnelte im Aufbau aber prinzipiell jenem von Rhinoceros. Er erreichte eine Höhe von 9 cm, die Symphyse war sehr kräftig ausgebildet und spatelförmig gestaltet und reichte bis zum zweiten Prämolaren. Sowohl im Ober- als auch im Unterkiefer waren jeweils zwei Schneidezähne je Kieferbogen ausgebildet. Typisch für Nashörner standen die oberen senkrecht im Kiefer, während die unteren Schneidezähne nach vorn gerichtet waren, wobei hier die äußeren (I2) eine deutlich vergrößerte und konische Gestaltung aufwiesen. Das Diastema zu den hinteren Zähnen war relativ ausgedehnt. Die Backenzähne, bestehend aus Prämolaren und Molaren, waren deutlich hochkronig (hypsodont) und besaßen auffällig gefalteten Zahnschmelz. Im Unterkiefer bestand das hintere Gebiss aus vier Prämolaren und drei Molaren. Der letzte Zahn erreichte eine Länge von bis zu 6,6 cm.

## Fossilfunde
Fossilfunde von Punjabitherium stammen überwiegend aus den Siwaliks in Indien und Pakistan. Ein teils vollständiger Schädel, dem die vordere Schnauzenpartie fehlt, stammt von Aufschlüssen des Yamuna-Flusses im heutigen indischen Bundesstaat Himachal Pradesh im Nordwesten des Landes und wurde bereits in der ersten Hälfte des 19. Jahrhunderts entdeckt. Vom selben Fundplatz sind ein hinterer und vorderer Schädelteil bekannt, die zu einem Individuum zugehörig betrachtet wurden, sowie ein Unterkiefer. Ein überaus vollständiger Schädel, der auch die Grundlage für die Beschreibung der Gattung lieferte, kam in der Nähe von Chandigarh im indischen Punjab zum Vorschein. Er kann der Pinjor-Formation zugewiesen werden, einer stratigraphischen Einheit der Oberen Siwaliks, die in den Übergang von Pliozän zu Pleistozän vor rund 2,5 Millionen Jahren gehört. Weitere, aber isolierte Zähne sind darüber hinaus aus Mirpur in Asad Kaschmir in Pakistan bekannt geworden und datieren in die Soan-Formation mit ebenfalls einem frühpleistozänen Alter.

## Systematik
Punjabitherium stellt eine Gattung aus der Familie der Nashörner dar, innerhalb der sie Teil der modernen Unterfamilie der Rhinocerotinae ist. Die genaue taxonomische Zuweisung ist jedoch nicht geklärt, es wird aber häufig zusammen mit dem heute lebenden Vertretern von Rhinoceros, dem Panzer- (Rhinoceros unicornis) und dem Java-Nashorns (Rhinoceros sondaicus), und dem gleichfalls ausgestorbenen Gaindatherium in die Untertribus Rhinocerotina gestellt. Allen Mitgliedern dieser Untertribus sind die verwachsenen Knochenzapfen unterhalb des Gehörganges und ein deutlich gesattelter Verlauf des Oberschädels eigen. Abweichend von Gaindatherium und Rhinoceros weist Punjabitherium zwei ausgebildete Hörner auf, sowie hochkronigere Backenzähne und einen verlängerten vorderen Schnauzenbereich, so dass es eventuell einen eher spezialisierten Seitenzweig darstellt, der vor rund 10 Millionen Jahren entstand. Gaindatherium wiederum ist mit einer Datierung ins Mittlere Miozän deutlich älter und wird bisher als möglicher gemeinsamen Vorfahren von Punjabitherium und Rhinoceros angesehen. Von den zweihörnigen Nashörnern Asiens, so dem heute lebenden Sumatra-Nashorn (Dicerorhinus sumatrensis) unterscheidet sich Punjabitherium durch die fehlende, teilverknöcherte Nasenscheidewand, von jenen Afrikas durch ein ausgebildetes vorderes Gebiss.
Die ersten Funde von Punjabitherium vom Yamuna-Fluss wurden 1847 von Hugh Falconer und Proby Thomas Cautley der neuen Art Rhinoceros platyrhinus zugewiesen, ohne die Funde genauer zu beschreiben. Dies erfolgte erst 1868 posthum von Falconer. Weitere Funde konnten im Laufe der Zeit beigeordnet werden. Vor allem Anfang des 20. Jahrhunderts erfolgte eine Zuweisung der Fossilien zur Gattung Coelodonta, wobei C. platyrhinus nun aufgrund des Vorhandenseins von zwei Hörnern und der hochkronigen Backenzähne als Vorfahr des Wollnashorns (Coelodonta antiquitatis) angesehen wurde, allerdings zog man auch aufgrund der unteren Schneidezähne eine nahe Stellung zum Sumatra-Nashorn und damit zur Gattung Dicerorhinus in Betracht. Aufgrund eines neu entdeckten Schädels erfolgte 1971 die Erstbeschreibung von Punjabitherium durch Ehsanullah Khan. Eine Studie aus dem Jahr 2016 stuft dagegen Punjabitherium wieder als synonym zu Rhinoceros ein. Einzige anerkannte Art der Gattung Punjabitherium ist P. platyrhinus. Der Gattungsname Punjabitherium verweist auf die Fundlandschaft von Punjab, während das griechische Wort θήριον (thêrion) „Tier“ bedeutet. Der bereits von Falconer und Cautley 1847 geprägte Artname platyrhinus bildet sich aus den ebenfalls griechischen Wörtern πλατις (platys „breit“) und ῥίς (rhīs „Nase“; Genitiv rhinos).